# Grassano
Grassano è un comune italiano di 4 574 abitanti della provincia di Matera in Basilicata.

## Geografia fisica
(Carlo Levi, Cristo si è fermato a Eboli)

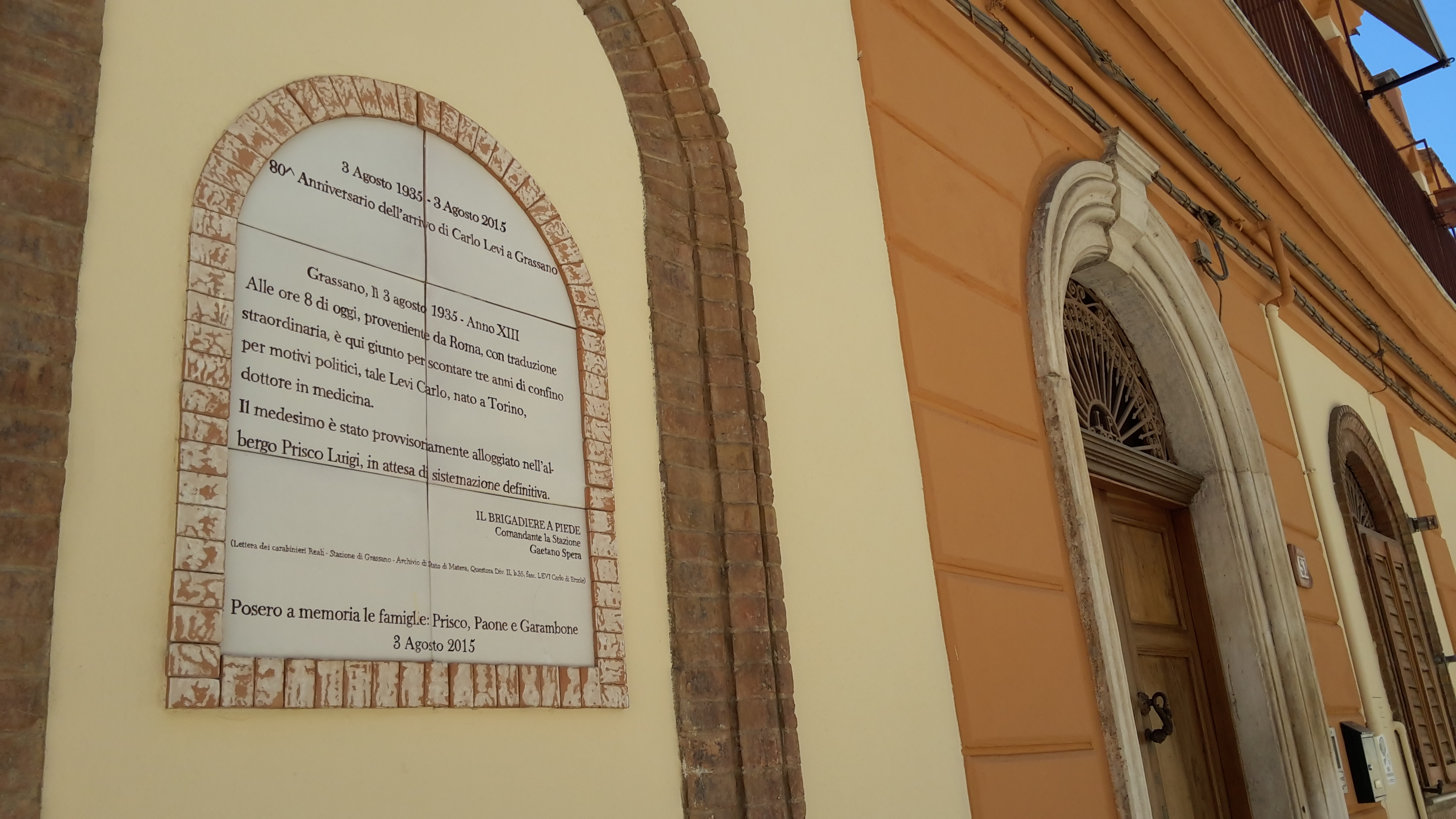
Grassano, parco letterario Carlo Levi

Il comune è posto tra le valli del fiume Bradano e del Basento ed a poca distanza dal torrente Bilioso a 559 m s.l.m. nella parte settentrionale della provincia di Matera. La sua altitudine varia da un minimo di 150 m s.l.m. nei fondovalle ad un massimo di 576 m s.l.m. sulla sommità del centro abitato.
Confina a nord con il comune di Irsina (22 km), ad est con Grottole (12 km), a sud con Garaguso (18 km) e Salandra (23 km) e ovest con Calciano (15 km) e Tricarico (18 km).

## Storia

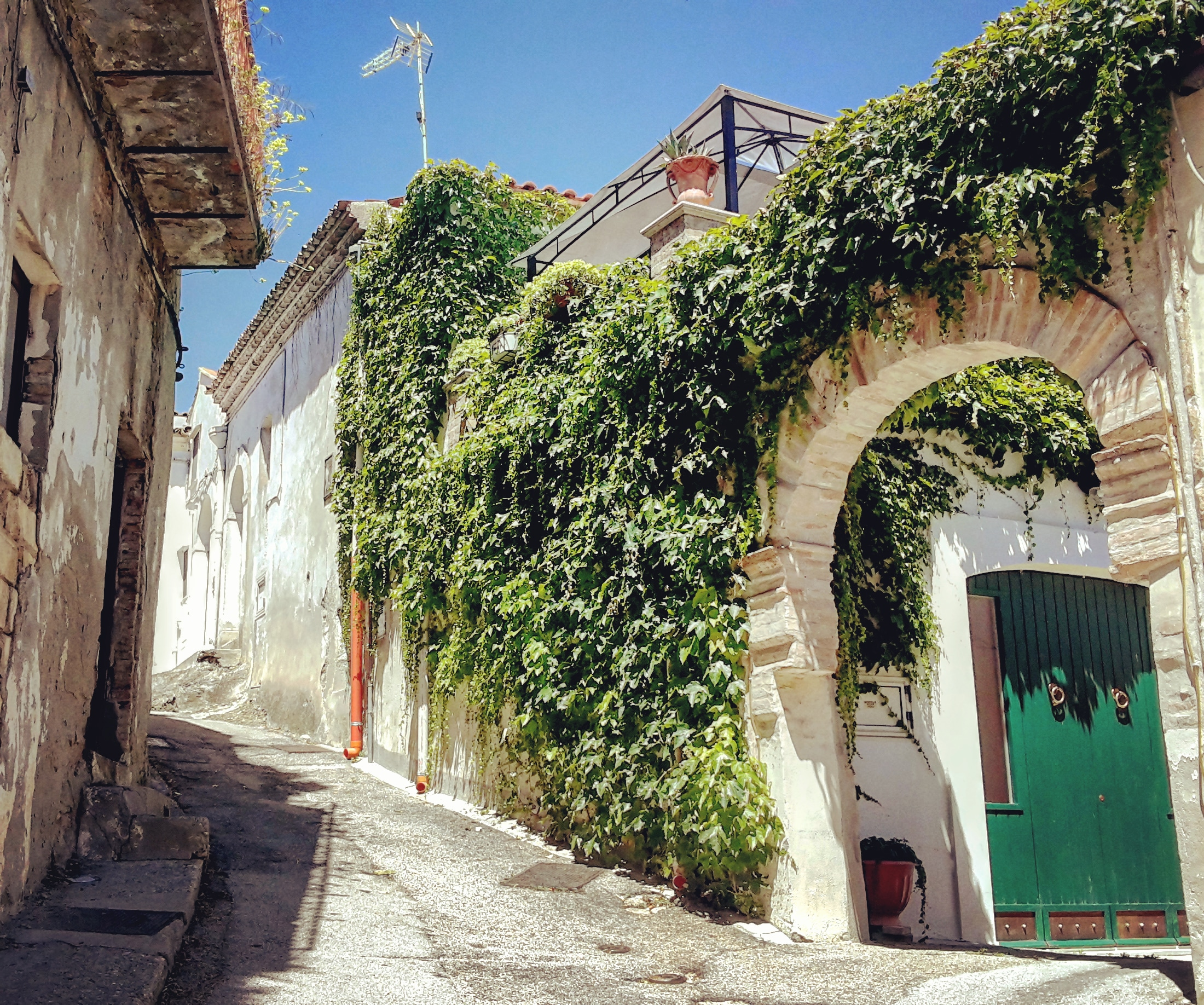
Grassano (MT)

Non è nota l'epoca precisa della fondazione del paese anche se nel 1123 viene menzionato per la prima volta tra i centri della Diocesi di Tricarico e in epoca angioina viene ricordato come "castellum quod vocatur Crassanum". Solo nel 1320 risulta essere delineato con caratteristiche di piccolo abitato vero e proprio con i suoi 12 fuochi tassati (tra i 47 e i 70 abitanti).
Un'antica "platea" del XV secolo indica Grassano quale "casale della città di Tricarico" ubicato nell'omonima contrada del territorio tricaricese. I grassanesi erano tuttavia restii a tale "dominio", soprattutto dopo l'arrivo dei Gerosolimitani, tanto che fu necessario far pronunciare sul punto il Re di Napoli, Ladislao d'Angiò-Durazzo. Il re con un atto ufficiale del 19 gennaio 1414, conosciuto come "sentenza della candela" ribadì: «...declaramus et decernimus praefatum casale Grassani fuisse, et esse de pertinentijs, territorio, et districtu dictae civitatis Tricarici...».

### Brigantaggio postunitario
Il 10 novembre 1861 la banda capitanata da Carmine Crocco e José Borjes si scontrò con reparti di guardie nazionali e del 62º fanteria dando luogo alla battaglia di Acinello, per poi occupare Stigliano e quindi dirigersi su Garaguso. Le formazioni di Crocco il 14 novembre, inseguite e raggiunte a Grassano da una colonna di soldati del 50° e del 30º fanteria, nonché da contingenti di Guardie Nazionali, si attestarono sulle alture del paese, ove furono attaccate e costrette al combattimento fino al calar della sera, sganciandosi dal contatto la mattina seguente e dirigendosi verso San Chirico.
Nel combattimento si distinse il sottotenente del 50º fanteria Zanetti Demetrio decorato di Medaglia d'argento al Valor Militare con la motivazione: "Pel coraggio e sangue freddo spiegato in ogni circostanza; particolarmente nell'attacco alla baionetta contro briganti a Grassano"; nella stessa giornata furono concesse ad ufficiali e militari di truppa altre onorificenze e diverse menzioni onorevoli.

### Simboli
Dal Settecento l'emblema del comune è costituito da due cornucopie ricolme di frutti, a simboleggiare la fertilità dei terreni che costeggiano il fiume Basento. A partire dall'Ottocento nello stemma sono stati aggiunte tre colline, che raffigurano la "forma" del paese.
Lo stemma e il gonfalone attuali sono stati concessi con decreto del presidente della Repubblica del 23 giugno 1989.
(Art. 4 dello Statuto comunale)
Il gonfalone in uso è un drappo d'azzurro, anche se nello Statuto comunale è descritto partito di giallo e di rosso.

### Commenda di Grassano
Il centro abitato di Grassano è uno degli esempi più importanti di insediamento urbano edificato dall'Ordine di Malta in Basilicata. Dai cabrei dell'Ordine di Malta la "Commenda di Grassano" risulta essere la più ricca della Basilicata: da essa dipendevano infatti ben 19 grancie (erano chiamate così le fattorie appartenenti a enti o ordini religiosi) che, ad eccezione della chiesa di San Giorgio di Gravina in Puglia, erano site per la maggior parte in Basilicata.
Le grangie pertinenti alla commenda di Grassano erano:
- Tricarico, chiesa della Santissima Trinità
- Tolve, chiesa di San Giovanni
- Montepeloso (attuale Irsina), chiesa di San Giovanni
- Miglionico, chiesa di Santa Maria
- Salandra, chiesa di Santa Margherita
- San Mauro, chiesa di San Giovanni
- Pietrapertosa, chiesa di Santa Maria Archimandrita
- Calvello, chiesa di San Giacomo
- Laurenzana, chiesa della Beatissima Vergine Maria di Cielcalata
- Sant'Arcangelo, chiesa di San Giovanni
- Viggiano, chiesa di San Giovanni
- Ferrandina, chiesa di Santa Maria di Civita Troyola o dello Spirito Santo
- Pomarico, chiesa di San Giovanni Battista
- Tursi, chiesa di San Giovanni
- Pisticci, chiesa di Santa Maria La Strada.

A Grottole, Roccanova e Calciano la commenda possedeva invece solo terreni coltivati.
La scarsezza delle fonti non permette di formulare ipotesi certe circa il momento in cui a Grassano è avvenuto l'insediamento dei cavalieri di Malta. Una prima notizia relativa alla presenza dei Cavalieri si deduce da una lettera di papa Urbano V, datata 4 giugno 1368, con la quale si chiedeva di restituire la "Precettoria dell'Ordine Ospedaliero di San Giovanni Gerosolimitano" di Grassano al priore di Barletta.
Un inedito scritto conservato presso l'archivio di Stato di Matera, dà informazioni sul nome del primo "commendatore" di Grassano, nell'anno 1365, un certo frà Trailo Sansone di Troia.
Dalla documentazione esistente, formata in larga parte dai cabrei della "Commenda di Grassano" si apprende che il "commendatore" dell'ordine era anche "barone di Grassano" e possedeva "la suddetta Terra di Grassano, ... quale è capo della Commenda predetta della Sagra Religione Gerosolimitana sotto i titoli di S. Giovani Battista e S. Marco, … e tiene sotto di sé diecinove Grancie in diversi luoghi di essa Provincia di Basilicata, come altresì in quella di Bari…". Il "commendatore" deteneva inoltre sul paese e sul suo territorio "la giurisdizione civile… come altresì la mista .." ed "anche la giurisdizione spirituale" la quale "stà usurpata da' vescovi antipassati di Tricarico".
I Cavalieri di Malta furono per secoli padroni dell'abitato e del suo territorio che amministrarono dal "Castello Commendale" posto sulla cima dell'abitato sino alla promulgazione nel 1810 di una legge che sopprimeva le corporazioni "non di interesse sociale". Con la soppressione della Commenda gerosolimitana il paese decadde profondamente, per poi riprendersi nei secoli successivi.

## Monumenti e luoghi d'interesse

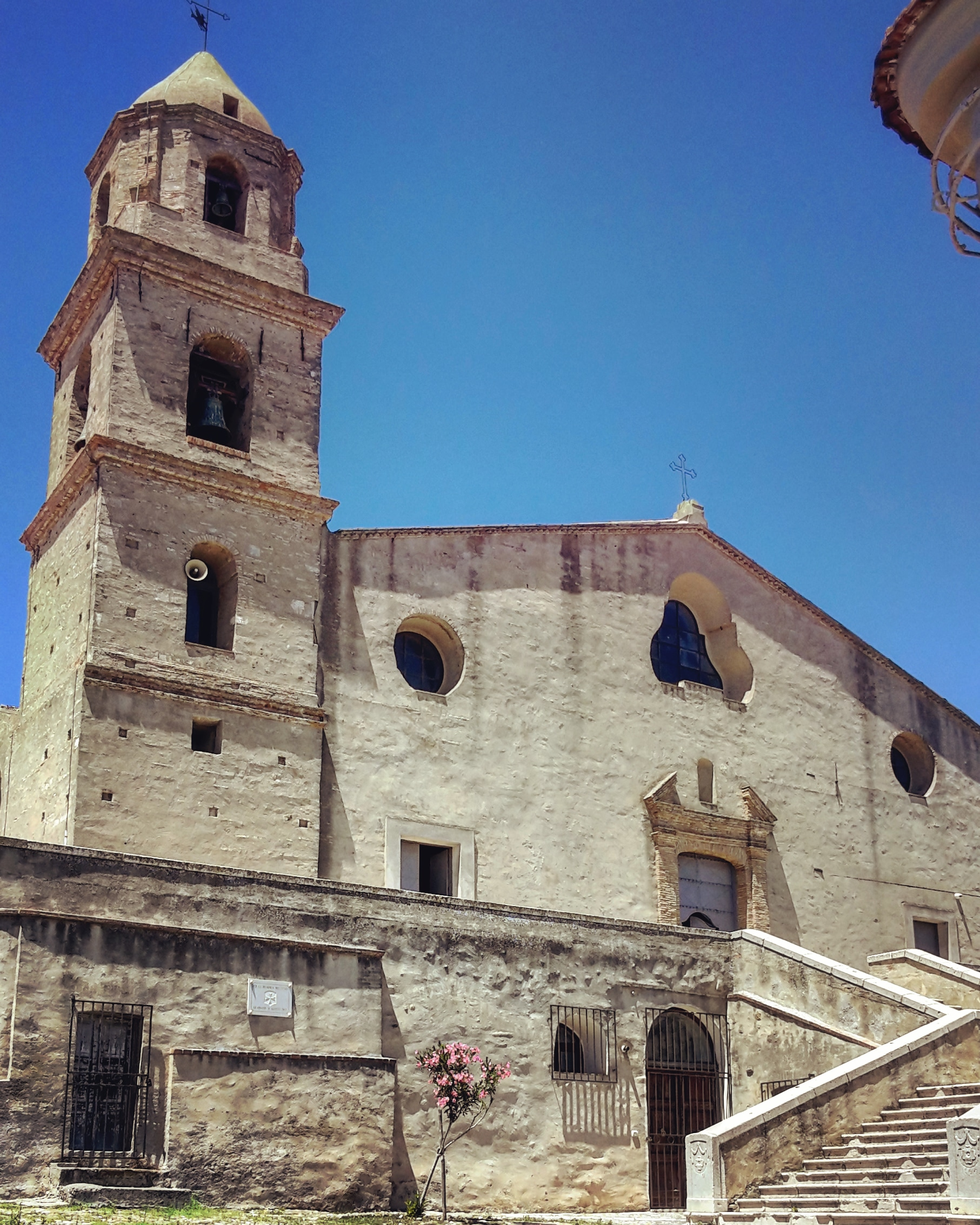
Grassano, Chiesa Madre di San Giovanni Battista

Grassano, palazzo Ruggiero

### Architetture religiose
- Chiesa Madre: situata nel punto più alto del paese, era in origine una cappella del ben più ampio castello di proprietà del Commendatore di Malta. Sulla fondazione di questa chiesa non si hanno notizie precise anche se si afferma della sua esistenza già nel 1588 nella Santa Visita fatta dal vescovo Santonio. La struttura della Chiesa Madre ha subito vari rimaneggiamenti e ampliamenti; il più importante è stato realizzato nel Settecento quando fu edificata la navata laterale di destra e, probabilmente venne anche invertito l'orientamento della chiesa. Al suo interno, vi sono custoditi un organo del Settecento perfettamente funzionante e il coevo meccanismo dell'orologio ("a rllocij" in dialetto locale). Quest'ultimo, in passato installato sulla torre dell'ex Palazzo Commendale (abbattuta nei primi anni settanta del Novecento), trattasi di un meccanismo che per oltre 200 anni ha scandito le ore della comunità grassanese: tornato funzionante a seguito di un delicato intervento di restauro effettuato nel 2023 dal sig. R. Eustacchio Mattia, dopo il ritrovamento a 60 anni circa dalla dismissione.
- Chiesa Madonna della Neve: anche su questa chiesa non si hanno notizie precise della sua esistenza. Si presume che sia stata costruita intorno alla prima metà del Cinquecento. Unica notizia certa è data dalla Visita Pastorale voluta da Monsignor Santonio nel 1588, in seguito al Concilio di Trento che istituiva tale prassi come obbligatoria da parte dei vescovi titolari delle diocesi. Si presenta con due navate ed è affiancata da un caratteristico campanile con un tetto a cipolla. Tra i suoi arredi vanno segnalati un quadro del Settecento di scuola napoletana e la bella acquasantiera seicentesca posta all'entrata.
- Convento di Santa Maria del Carmine: le prime notizie certe riguardo alla fondazione di questo convento risalgono al 1612. La chiesa si presenta con due navate ed è affiancata da un campanile costruito agli inizi del Novecento. Sono da segnalare le belle tele del Seicento e del Settecento esposte in chiesa oltre i prestigiosi affreschi settecenteschi ed una Via Crucis di Domenico Guarino, il coro ligneo settecentesco di pregevole fattura, il piccolo chiostro conventuale del Settecento e l'antico refettorio dove si trovano due affreschi settecenteschi che raffigurano le nozze di Cana e l'Ultima Cena. Nella navata sinistra conserva il presepe realizzato dall'artista grassanese Francesco Artese.

### Architetture civili
- Palazzo Materi
- Palazzo Ruggiero
- Palazzo Ferri
- La Torretta

### Monumenti
- Statua in onore dell'illustre Arcangelo Ilvento posta in P.zza A. Ilvento
- Statua in onore di Padre Pio posta in P.zza della Repubblica
- Statua in bronzo dedicata al seminatore posta in P.zza della Libertà
- Scultura dedicata agli emigranti posta in P.zza Mazzini
- Monumento ai caduti posto in P.zza del Purgatorio
- Abside dell'ex chiesa del Purgatorio (abbattuta nei primi anni settanta dello scorso secolo)

## Società

### Evoluzione demografica
Abitanti censiti

### Etnie e minoranze straniere
Secondo i dati ISTAT al 31 dicembre 2023 i cittadini stranieri residenti a Grassano erano 111 rappresentando il 2,4% dei residenti. La nazionalità maggiormente rappresentata era quella rumena con 37 residenti.

## Geografia antropica

### Urbanistica
Grassano sorge a ridosso dell'imponente Chiesa Madre, dove vi è la parte più antica del paese. Infatti qui, tra il 1200 ed il 1700, edificarono le loro dimore contadini e pastori. A partire dal Settecento e fino a tutto l'Ottocento il centro abitato si espanse fino a Corso Umberto I. Successivamente, l'espansione si portò fino in via Meridionale prima e, verso Serra Martella e via Capitano Pirrone poi.

## Infrastrutture e trasporti

### Strade
- Strada statale 7 Via Appia
- Strada provinciale ex strada statale 277 di Calle
- Strada statale 407 Basentana

### Ferrovie
- Stazione di Grassano-Garaguso-Tricarico, sulla ferrovia Battipaglia-Potenza-Metaponto

## Sport

### Società sportive
- FCD Grassano Calcio: Prima Categoria Lucana
- Comprensorio Medio Basento CMB: Serie A (calcio a 5 femminile)

### Impianti sportivi
- Stadio Comunale Via Tilea
- Palazzetto dello Sport Comunale